# Сезон ФК «Кремінь» (Кременчук) 1993—1994
Сезон ФК «Кремінь» (Кременчук) 1993—1994 — 3-ій сезон ФК «Кремінь» у вищому дивізіоні українського чемпіонату. Кременчужани виступали в Вищій лізі та Кубку України.

## Хронологія подій
- Жовтень 1993 року — після 8 поєдинків головного тренера Бориса Стрельцова замінює Тиберій Корпонай.
- Листопад 1993 року — наприкінці першої половини сезону головний тренер Тиберій Корпонай залишає команду.
- Березень 1994 — липень 1994 року — Євген Рудаков працював головним тренером команди.

## Склад команди
| № | Поз. | Нац.       | Гравець               |
| - | ---- | ---------- | --------------------- |
| - | НП   | Росія      | Валерій Алістаров     |
| - | ВР   | Україна    | Юрій Чумак            |
| 5 | ЗХ   | Україна    | Володимир Дичко       |
| - | НП   | Росія      | Андрій Федьков        |
| - | ПЗ   | Україна    | Ігор Гуменюк          |
| - | ПЗ   | Киргизстан | Олег Казтмирчук       |
| - | ЗХ   | Україна    | Володимир Хлань       |
| - | ПЗ   | Україна    | Володимир Коновальчук |
| - | ПЗ   | Україна    | Адальберт Корпонай    |
| - | ЗХ   | Киргизстан | Олександр Корзанов    |

| № | Поз. | Нац.       | Гравець                    |
| - | ---- | ---------- | -------------------------- |
| - | ПЗ   | Росія      | Євген Крячик               |
| - | ПЗ   | Україна    | Юрій Лень                  |
| - | ЗХ   | Україна    | Сергій Лукаш               |
| - | ПЗ   | Україна    | Раміс Мансуров             |
| - | НП   | Україна    | Оленсандр Піндєєв          |
| - | ЗХ   | Україна    | Олег Ратій                 |
| - | ЗХ   | Україна    | Сергій Шерабоков           |
| - | ЗХ   | Росія      | Сергій Троїцький (капітан) |
| - | ПЗ   | Киргизстан | Олександр Янковський       |
| - | ЗХ   | Україна    | В'ячеслав Жениленко        |

## Прем'єр-ліга України
| М  | Команда     | І  | В  | Н  | П  | РМ    | О  |
| -- | ----------- | -- | -- | -- | -- | ----- | -- |
| 13 | «Торпедо»   | 34 | 9  | 10 | 15 | 27−39 | 28 |
| 14 | «Зоря-МАЛС» | 34 | 10 | 6  | 18 | 24−46 | 26 |
| 15 | «Кремінь»   | 34 | 9  | 8  | 17 | 26−39 | 26 |
| 16 | «Металург»  | 34 | 9  | 6  | 19 | 26−49 | 24 |
| 17 | «Буковина»  | 34 | 7  | 6  | 21 | 25−51 | 20 |

Позначення: